# بيلاكولا

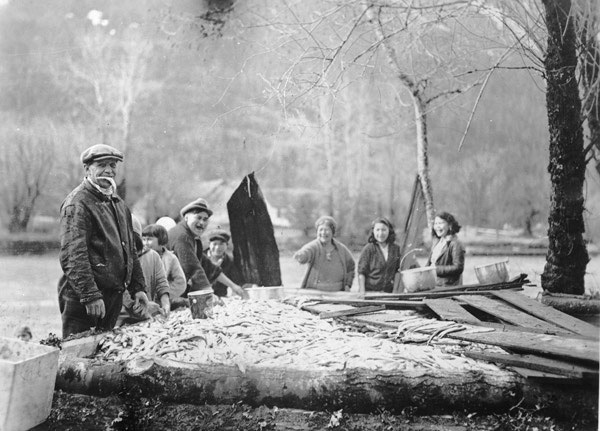

بيلاكولا Bellacoola أو نوخالك Nuxalk (حرف x ينطق خ في أبجدية لغة نوخالك) هي حكومة قبلية لشعب نوخالك في منطقة بيلا كولا كولومبيا البريطانية. وهم أعضاء في مجلس أويكينو - كيتاسو - نوخالك القبلي، وكانت عضوة في منظمة الأمم والشعوب غير الممثلة حتى مارس 2008. ويبلغ عدد السكان 1,479 نسمة.